# Lijst van brutoformules C04
Dit lemma is een onderdeel van de lijst van brutoformules met vier koolstofatomen.

## C4H0
| Brutoformule                       | Naam |
| ---------------------------------- | --- |
| {\displaystyle {\ce {C4BaN4Pt}}}   | Bariumplatinocyanide {\displaystyle {\ce {Ba[Pt(CN)4]}}} ~ IUPAC: Bariumtetracyanoplatinaat(II)                                                               |
| {\displaystyle {\ce {C4CaMg3O12}}} | Huntiet ~ Formule: {\displaystyle {\ce {CaMg3(CO3)4}}} |
| {\displaystyle {\ce {C4Cl6}}}      | Hexachloorbutadieen |
| {\displaystyle {\ce {C4CuN4}}}     | Tetracyanocupraat(I); {\displaystyle {\ce {[Cu(CN)4]^{3-}}}} ~ als cupraat                                                                                    |
| {\displaystyle {\ce {C4D8O}}}      | Gedeutereerd tetrahydrofuraan |
| {\displaystyle {\ce {C4D10O}}}     | Gedeutereerd di-ethylether |
| {\displaystyle {\ce {C4F6}}}       | Hexafluor-1,3-butadieen ook: perfluor-1,3-butadieen als fluorkoolstof                                                                                         |
| {\displaystyle {\ce {C4F6}}}       | Hexafluor-but-2-yn |
| {\displaystyle {\ce {C4F8}}}       | Perfluorisobuteen ~ IUPAC: perfluormethylpropeen ~ als fluorkoolstof                                                                                          |
| {\displaystyle {\ce {C4F8}}}       | Octafluorcyclobutaan ~ ook: perfluorcyclobutaan ~ als fluorkoolstof                                                                                           |
| {\displaystyle {\ce {C4FeNa2O4}}}  | Dinatriumtetracarbonylferraat {\displaystyle {\ce {Na2[Fe(CO)4]}}} ~ Ook wel: natriumtetracorbonylferraat(II)                                                 |
| {\displaystyle {\ce {C4N2}}}       | Dicyanoacetyleen ~ Formule: {\displaystyle {\ce {N#C-C#C-C#N}}} ~ IUPAC: but-2-yndinitril ~ Ook wel: dicyanoethyn; koolstofsubnitride; acetyleendicarbonitril |
| {\displaystyle {\ce {C4N2Na2S2}}}  | Natriummaleonitrildithiolaat |
| {\displaystyle {\ce {C4NiO4}}}     | Nikkeltetracarbonyl ~ Formule: {\displaystyle {\ce {Ni(CO)4}}} ~ giftige verbinding van nikkel                                                                |
| {\displaystyle {\ce {C4O2}}}       | Tetrakoolstofdioxide |
| {\displaystyle {\ce {C4O4}}}       | Cyclobutaantetron |
| {\displaystyle {\ce {C4O4}}}       | Squaraat {\displaystyle {\ce {C4O4^{2-}}}}, het anion van kwadraatzuur                                                                                        |
| {\displaystyle {\ce {C4O4Tl2}}}    | Thalium(I)butyndioaat ~ als zout van butyndizuur |
| {\displaystyle {\ce {C4O6}}}       | 1,4-Dioxaantetraketon ~ als Koolstofoxide Kopje Nieuwe oxides                                                                                                 |
| {\displaystyle {\ce {C4O8Pu}}}     | plutonium(IV)oxalaat ~ Formule: {\displaystyle {\ce {Pu(O2CCO2)2}}} ~ in bereiding plutonium(IV)oxide                                                         |

## C4H1
| Brutoformule                     | Naam                                                   |
| -------------------------------- | ------------------------------------------------------ |
| {\displaystyle {\ce {C4HCsO4}}}  | Cesiumwaterstofbutyndioaat ~ als zout van butyndizuur  |
| {\displaystyle {\ce {C4HKO4}}}   | Kaliumwaterstofbutyndioaat ~ als zout van butyndizuur  |
| {\displaystyle {\ce {C4HNaO4}}}  | Natriumwaterstofbutyndioaat ~ als zout van butyndizuur |
| {\displaystyle {\ce {C4HBr3S}}}  | 2,3,5-Tribroomthiofeen ~ in synthese 3-Broomthiofeen   |
| {\displaystyle {\ce {C4HF9O3S}}} | Perfluorbutaansulfonzuur                               |

## C4H2
| Brutoformule                       | Naam                                                                          |
| ---------------------------------- | ----------------------------------------------------------------------------- |
| {\displaystyle {\ce {C4H2}}}       | Diacetyleen ~ Structuur: HC≡C-C≡C-H ~ IUPAC: 1,3-butadiyn ~ Ook wel: butadiyn |
| {\displaystyle {\ce {C4H2F9NO2S}}} | Perfluorobutaansulfonamide {\displaystyle {\ce {C4F9SO2NH2}}}                 |
| {\displaystyle {\ce {C4H2O3}}}     | Maleïnezuuranhydride                                                          |
| {\displaystyle {\ce {C4H2O4}}}     | Butyndizuur                                                                   |
| {\displaystyle {\ce {C4H2O4}}}     | Kwadraatzuur                                                                  |
| {\displaystyle {\ce {C4H2O6}}}     | Dioxobarnsteenzuur                                                            |

## C4H3
| Brutoformule                      | Naam                                                                 |
| --------------------------------- | -------------------------------------------------------------------- |
| {\displaystyle {\ce {C4H3BrS}}}   | 2-Broomthiofeen                                                      |
| {\displaystyle {\ce {C4H3BrS}}}   | 3-Broomthiofeen                                                      |
| {\displaystyle {\ce {C4H3FN2O2}}} | 5-fluoro-uracil ~ Ook wel: 5-fluoruracil                             |
| {\displaystyle {\ce {C4H3F7O}}}   | Sevofluraan ~ IUPAC: 1,1,1,3,3,3-hexafluoro-2-(fluoromethoxy)propaan |

## C4H4
| Brutoformule                 | Naam                                                                      |
| ---------------------------- | ------------------------------------------------------------------------- |
| {\displaystyle {\ce {C4H4}}} | Butatrieen ~ Ook wel: 1,2,3-butatrieen ~ in de synthese van [4]-radialeen |
| {\displaystyle {\ce {C4H4}}} | Cyclobutadieen ~ Ook wel: [4]annuleen ~ als anti-aromatische verbinding   |
| {\displaystyle {\ce {C4H4}}} | Methyleencyclopropeen                                                     |
| {\displaystyle {\ce {C4H4}}} | Tetrahedraan                                                              |
| {\displaystyle {\ce {C4H4}}} | Vinylacetyleen ~ IUPAC: but-1-en-3-yn                                     |

## C4H4Br
| Brutoformule                      | Naam                                                                  |
| --------------------------------- | --------------------------------------------------------------------- |
| {\displaystyle {\ce {C4H4BrNO2}}} | N-broomsuccinimide Ook wel: NBS                                       |
| {\displaystyle {\ce {C4H4Br2O4}}} | Dibroombarnsteenzuur ~ in synthese Dimethylbutyndioaat en Butyndizuur |

## C4H4Cl
| Brutoformule                      | Naam                       |
| --------------------------------- | -------------------------- |
| {\displaystyle {\ce {C4H4ClNOS}}} | Methylchloorisothiazolinon |
| {\displaystyle {\ce {C4H4ClNO2}}} | N-Chloorsuccinimide        |
| {\displaystyle {\ce {C4H4Cl2O2}}} | Succinylchloride           |

## C4H4K
| Brutoformule                      | Naam |
| --------------------------------- | --- |
| {\displaystyle {\ce {C4H4KNO4S}}} | Acesulfaam-K                                                                                                |
| {\displaystyle {\ce {C4H4KNaO6}}} | E337 Kaliumnatriumtartraat Natriumkaliumtartraat                                                            |
| {\displaystyle {\ce {C4H4KNaO6}}} | Kaliumnatriumtartraat: {\displaystyle {\ce {KNa(O2CC(OH)HC(OH)HCO2)}}} Ook wel: Rochellezout; Seignettezout |
| {\displaystyle {\ce {C4H4KO7Sb}}} | Braakwijnsteen                                                                                              |
| {\displaystyle {\ce {C4H4K2O6}}}  | Kaliumtartraat                                                                                              |

## C4H4N
| Brutoformule                     | Naam                                                            |
| -------------------------------- | --------------------------------------------------------------- |
| {\displaystyle {\ce {C4H4N2}}}   | Pyrazine ~ Ook wel: 1,4-diazine ~ als diazine, cyclisch azine   |
| {\displaystyle {\ce {C4H4N2}}}   | Pyrimidine ~ Ook wel: 1,3-diazine ~ als diazine, cyclisch azine |
| {\displaystyle {\ce {C4H4N2}}}   | Pyridazine ~ Ook wel: 1,2-diazine ~ als diazine, cyclisch azine |
| {\displaystyle {\ce {C4H4N2O2}}} | Maleïnehydrazide ~ als plantengroeiregelaar                     |
| {\displaystyle {\ce {C4H4N2O2}}} | Uracil ~ in RNA                                                 |
| {\displaystyle {\ce {C4H4N2O3}}} | Barbituurzuur                                                   |
| {\displaystyle {\ce {C4H4N2O4}}} | Alloxaan                                                        |
| {\displaystyle {\ce {C4H4N4O2}}} | Glycoluril                                                      |

## C4H4Na
| Brutoformule                      | Naam                                                            |
| --------------------------------- | --------------------------------------------------------------- |
| {\displaystyle {\ce {C4H4Na2O6}}} | Natriumtartraat {\displaystyle {\ce {Na2(O2CC(OH)HC(OH)HCO2)}}} |

## C4H4O
| Brutoformule                     | Naam                                                                                |
| -------------------------------- | ----------------------------------------------------------------------------------- |
| {\displaystyle {\ce {C4H4O}}}    | Furaan als aromatische verbinding                                                   |
| {\displaystyle {\ce {C4H4O2}}}   | Diketeen                                                                            |
| {\displaystyle {\ce {C4H4O2S2}}} | Asparagusinezuur                                                                    |
| {\displaystyle {\ce {C4H4O3}}}   | Barnsteenzuuranhydride                                                              |
| {\displaystyle {\ce {C4H4O3}}}   | Tetronzuur                                                                          |
| {\displaystyle {\ce {C4H4O4}}}   | Diacetylperoxide                                                                    |
| {\displaystyle {\ce {C4H4O4}}}   | Maleïnezuur ~ IUPAC: Z-buteendizuur ~ ook wel: cis-buteendizuur ~ als dicarbonzuur  |
| {\displaystyle {\ce {C4H4O4}}}   | Fumaarzuur ~ IUPAC: E-buteendizuur ~ ook wel :trans-buteendizuur ~ als dicarbonzuur |
| {\displaystyle {\ce {C4H4O4Sr}}} | Strontiumsuccinaat                                                                  |
| {\displaystyle {\ce {C4H4O5}}}   | Oxaalazijnzuur ~ IUPAC: oxobutaandizuur ~ als substraat voor citraatsynthase        |

## C4H4S
| Brutoformule                  | Naam                                                                |
| ----------------------------- | ------------------------------------------------------------------- |
| {\displaystyle {\ce {C4H4S}}} | Thiofeen ~ Ook wel: thiole, thiofuraan ~ als aromatische verbinding |

## C4H4Se
| Brutoformule                   | Naam                       |
| ------------------------------ | -------------------------- |
| {\displaystyle {\ce {C4H4Se}}} | Selenofeen ~ als metallool |

## C4H4Te
| Brutoformule                   | Naam                        |
| ------------------------------ | --------------------------- |
| {\displaystyle {\ce {C4H4Te}}} | Tellurofeen ~ als metallool |

## C4H5
| Brutoformule                    | Naam                                                                  |
| ------------------------------- | --------------------------------------------------------------------- |
| {\displaystyle {\ce {C4H5As}}}  | Arsool ~ als metallool                                                |
| {\displaystyle {\ce {C4H5B}}}   | Borool ~ als metallool                                                |
| {\displaystyle {\ce {C4H5Bi}}}  | Bismool ~ als metallool                                               |
| {\displaystyle {\ce {C4H5Cl}}}  | Chloropreen ~ IUPAC: 2-chloor-1,3-butadieen                           |
| {\displaystyle {\ce {C4H5Cl3}}} | 2,3,4-trichloor-1-buteen                                              |
| {\displaystyle {\ce {C4H5Cl5}}} | 1,1,1,3,3-pentachloorbutaan ~ in bereiding 1,1,1,3,3-pentafluorbutaan |
| {\displaystyle {\ce {C4H5F3O}}} | Fluroxeen                                                             |
| {\displaystyle {\ce {C4H5Ga}}}  | Gallool ~ als metallool                                               |
| {\displaystyle {\ce {C4H5KO6}}} | Kaliumwaterstoftartraat                                               |
| {\displaystyle {\ce {C4H5N}}}   | Allylcyanide                                                          |
| {\displaystyle {\ce {C4H5N}}}   | 2-buteennitril ~ ook: crotonitril                                     |
| {\displaystyle {\ce {C4H5N}}}   | Methacrylonitril                                                      |
| {\displaystyle {\ce {C4H5N}}}   | Pyrrool ~ als Azool                                                   |
| {\displaystyle {\ce {C4H5NO}}}  | Oxazine                                                               |
| {\displaystyle {\ce {C4H5NO2}}} | Succinimide                                                           |
| {\displaystyle {\ce {C4H5NOS}}} | Methylisothiazolinon                                                  |
| {\displaystyle {\ce {C4H5NS}}}  | Allylisothiocyanaat ~ als isothiocyanaat                              |
| {\displaystyle {\ce {C4H5NS}}}  | Thiazine                                                              |
| {\displaystyle {\ce {C4H5N3O}}} | Cytosine                                                              |
| {\displaystyle {\ce {C4H5Sb}}}  | Stibool ~ als metallool                                               |

## C4H6

### C4H6
| Brutoformule                 | Naam                                        |
| ---------------------------- | ------------------------------------------- |
| {\displaystyle {\ce {C4H6}}} | Bicyclo(1,1,0)butaan ~ in: benzvaleen       |
| {\displaystyle {\ce {C4H6}}} | 1,2-butadieen                               |
| {\displaystyle {\ce {C4H6}}} | 1,3-butadieen ~ als dendraleen [2]denraleen |
| {\displaystyle {\ce {C4H6}}} | 1-butyn                                     |
| {\displaystyle {\ce {C4H6}}} | 2-butyn                                     |
| {\displaystyle {\ce {C4H6}}} | Cyclobuteen                                 |
| {\displaystyle {\ce {C4H6}}} | 1-methylcyclopropeen                        |

### C4H6Ba
| Brutoformule                     | Naam                                              |
| -------------------------------- | ------------------------------------------------- |
| {\displaystyle {\ce {C4H6BaO4}}} | Bariumacetaat {\displaystyle {\ce {Ba(CH3COO)2}}} |

### C4H6Ca
| Brutoformule                     | Naam           |
| -------------------------------- | -------------- |
| {\displaystyle {\ce {C4H6CaO4}}} | Calciumacetaat |

### C4H6Cd
| Brutoformule                     | Naam           |
| -------------------------------- | -------------- |
| {\displaystyle {\ce {C4H6CdO4}}} | Cadmiumacetaat |

### C4H6Co
| Brutoformule                     | Naam              |
| -------------------------------- | ----------------- |
| {\displaystyle {\ce {C4H6CoO4}}} | Kobalt(II)acetaat |

### C4H6Cu
| Brutoformule                     | Naam             |
| -------------------------------- | ---------------- |
| {\displaystyle {\ce {C4H6CuO4}}} | Koper(II)acetaat |

### C4H6Ge
| Brutoformule                   | Naam    |
| ------------------------------ | ------- |
| {\displaystyle {\ce {C4H6Ge}}} | Germool |

### C4H6Hg
| Brutoformule                     | Naam            |
| -------------------------------- | --------------- |
| {\displaystyle {\ce {C4H6HgO4}}} | Kwik(II)acetaat |

### C4H6Mn
| Brutoformule                       | Naam                                                      |
| ---------------------------------- | --------------------------------------------------------- |
| {\displaystyle {\ce {C4H6MnN2S4}}} | Maneb (Mangaandithiocarbamaat) ~ Bestanddeel van Mancozeb |

### C4H6N
| Brutoformule                       | Naam                                                   |
| ---------------------------------- | ------------------------------------------------------ |
| {\displaystyle {\ce {C4H6N2O2}}}   | 2,5-Diketopiperazine                                   |
| {\displaystyle {\ce {C4H6N2O2}}}   | Ethyldiazoacetaat                                      |
| {\displaystyle {\ce {C4H6N2O2}}}   | Muscimol                                               |
| {\displaystyle {\ce {C4H6N2S4Zn}}} | Zineb (Zinkdithiocarbamaat) ~ Bestanddeel van Mancozeb |
| {\displaystyle {\ce {C4H6N4O2}}}   | Glycoluril                                             |
| {\displaystyle {\ce {C4H6N4O3}}}   | Allantoïne                                             |
| {\displaystyle {\ce {C4H6N4O3S2}}} | Acetazolamide                                          |

### C4H6O
| Brutoformule                            | Naam |
| --------------------------------------- | --- |
| {\displaystyle {\ce {C4H6O}}}           | But-2-enal |
| {\displaystyle {\ce {C4H6O}}}           | Butenon ~ Ook wel: methylvinylketon ~ als enon |
| {\displaystyle {\ce {C4H6O}}}           | Crotonaldehyde |
| {\displaystyle {\ce {C4H6O}}}           | Cyclobutanon |
| {\displaystyle {\ce {C4H6O}}}           | Cyclopropaancarbaldehyde |
| {\displaystyle {\ce {C4H6O}}}           | Methacroleïne ~ IUPAC: methyl-prop-2-enal |
| {\displaystyle {\ce {C4H6O2}}}          | Butaandion ~ Ook wel: diacetyl ~ als diketon |
| {\displaystyle {\ce {C4H6O2}}}          | Vinyloxiraan |
| {\displaystyle {\ce {C4H6O2}}}          | 1,4-butyndiol |
| {\displaystyle {\ce {C4H6O2}}}          | Crotonzuur |
| {\displaystyle {\ce {C4H6O2}}}          | Gamma-butyrolacton ~ Ook wel: γ-butyrolacton ~ als uitgangsstof voor glutaarzuur                                                                   |
| {\displaystyle {\ce {C4H6O2}}}          | Cyclopropaancarbonzuur |
| {\displaystyle {\ce {C4H6O2}}}          | Di-epoxybutaan Ook: 2,2'-bioxiraan; butadieendi-epoxide                                                                                            |
| {\displaystyle {\ce {C4H6O2}}}          | Methylacrylaat |
| {\displaystyle {\ce {C4H6O2}}}          | Vinylacetaat ~ grondstof voor polyvinylacetaat |
| {\displaystyle {\ce {C4H6O2S}}}         | Sulfoleen ~ IUPAC: 2,5-dihydrothiofeen-1,1-dioxide ~ Ook wel: 3-sulfoleen, butadieensulfon ~ reacties: (retro)-cheletrope reactie                  |
| {\displaystyle {\ce {C4H6O3}}}          | Azijnzuuranhydride ~ als carbonzuuranhydride |
| {\displaystyle {\ce {C4H6O3}}}          | p-Dioxanon ~ IUPAC: 1,4-dioxaan-2-on ~ Ook wel dioxanon                                                                                            |
| {\displaystyle {\ce {C4H6O3}}}          | 2-Oxobutaanzuur |
| {\displaystyle {\ce {C4H6O3}}}          | 3-Oxobutaanzuur ~ ook: acetoazijnzuur, acetylazijnzuur                                                                                             |
| {\displaystyle {\ce {C4H6O3 polymeer}}} | Polydioxanon |
| {\displaystyle {\ce {C4H6O3}}}          | Propyleencarbonaat |
| {\displaystyle {\ce {C4H6O4}}}          | Barnsteenzuur ~ IUPAC: butaandizuur ~ als dicarbonzuur ~ oplosbaarheid vergeleken met pentaandizuur ~ Engels: succinic acid                        |
| {\displaystyle {\ce {C4H6O4}}}          | Dimethyloxalaat |
| {\displaystyle {\ce {C4H6O4}}}          | Glycerolcarbonaat |
| {\displaystyle {\ce {C4H6O4}}}          | Methylmalonzuur |
| {\displaystyle {\ce {C4H6O4Pb}}}        | Lood(II)acetaat ~ Formule: {\displaystyle {\ce {Pb(CH3COO)2}}} ~ Ook wel: loodacetaat, looddiacetaat, loodsuiker, saccharum saturni, duivelssuiker |
| {\displaystyle {\ce {C4H6O4Pd}}}        | Palladium(II)acetaat ~ Formule: {\displaystyle {\ce {Pd(CH3COO)2}}} ~ in de Stille-reactie                                                         |
| {\displaystyle {\ce {C4H6O4Rh}}}        | Rodium(II)acetaat (monomeer) |
| {\displaystyle {\ce {C4H6O4Zn}}}        | Zinkacetaat ~ Formule: {\displaystyle {\ce {Zn(CH3COO)2}}}                                                                                         |
| {\displaystyle {\ce {C4H6O5}}}          | Appelzuur ~ IUPAC: hydroxybutaandizuur |
| {\displaystyle {\ce {C4H6O5}}}          | Dimethyldicarbonaat |
| {\displaystyle {\ce {C4H6O6}}}          | Wijnsteenzuur ~ in bakpoeder |
| {\displaystyle {\ce {C4H6O7S}}}         | Sulfobarnsteenzuur |

### C4H6Pb
| Brutoformule                   | Naam                     |
| ------------------------------ | ------------------------ |
| {\displaystyle {\ce {C4H6Pb}}} | Plumbool ~ als metallool |

### C4H6Si
| Brutoformule                   | Naam                   |
| ------------------------------ | ---------------------- |
| {\displaystyle {\ce {C4H6Si}}} | Silool ~ als metallool |

### C4H6Sn
| Brutoformule                   | Naam                    |
| ------------------------------ | ----------------------- |
| {\displaystyle {\ce {C4H6Sn}}} | Stanool ~ als metallool |

## C4H7
| Brutoformule                          | Naam                                                                              |
| ------------------------------------- | --------------------------------------------------------------------------------- |
| {\displaystyle {\ce {C4H7AlO5}}}      | Aluminiumdiacetaat {\displaystyle {\ce {Al(OH)(CH3COO)2}}} ~ als Aluminiumacetaat |
| {\displaystyle {\ce {C4H7Br2Cl2O7P}}} | Naled ~ IUPAC: 1,2-dibroom-2,2-dichloorethyldimethylfosfaat                       |
| {\displaystyle {\ce {C4H7Cl}}}        | 3-chloor-2-methylpropeen ~ Ook wel: methallylchloride ~ in synthese cyclopropenen |
| {\displaystyle {\ce {C4H7ClO2}}}      | Ethylchlooracetaat                                                                |
| {\displaystyle {\ce {C4H7ClO2}}}      | Isopropylchloorformiaat                                                           |
| {\displaystyle {\ce {C4H7Cl2O4P}}}    | DDVP 2,2-dichloorvinyl-dimethyl-fosfaat Dichloorvos                               |
| {\displaystyle {\ce {C4H7N}}}         | Butyronitril                                                                      |
| {\displaystyle {\ce {C4H7N}}}         | Pyrroline                                                                         |
| {\displaystyle {\ce {C4H7N}}}         | 1-Pyrroline ~ als Pyrroline                                                       |
| {\displaystyle {\ce {C4H7N}}}         | 2-Pyrroline ~ als Pyrroline                                                       |
| {\displaystyle {\ce {C4H7N}}}         | 3-Pyrroline ~ als Pyrroline                                                       |
| {\displaystyle {\ce {C4H7NO}}}        | Acetoncyanohydrine ~ IUPAC: 2-methyl-2-hydroxy-propaannitril ~ als cyanohydrine   |
| {\displaystyle {\ce {C4H7NO}}}        | Methacrylamide                                                                    |
| {\displaystyle {\ce {C4H7NO}}}        | 2-pyrrolidon                                                                      |
| {\displaystyle {\ce {C4H7NO2}}}       | 1-Aminocyclopropaan-1-carbonzuur                                                  |
| {\displaystyle {\ce {C4H7NO2}}}       | Azetidine-2-carbonzuur                                                            |
| {\displaystyle {\ce {C4H7NO4}}}       | Asparaginezuur                                                                    |
| {\displaystyle {\ce {C4H7N3O}}}       | Creatinine Kreatinine                                                             |

## C4H8

### C4H8
| Brutoformule                          | Naam                                                                       |
| ------------------------------------- | -------------------------------------------------------------------------- |
| {\displaystyle {\ce {C4H8}}}          | Buteen ~ Ook wel: butyleen                                                 |
| {\displaystyle {\ce {C4H8}}}          | but-1-een ~ Ook wel: α-butyleen ~ als buteen                               |
| {\displaystyle {\ce {C4H8}}}          | E-but-2-een ~ Ook wel: trans-β-butyleen ~ als buteen                       |
| {\displaystyle {\ce {C4H8}}}          | Z-but-2-een ~ Ook wel: cis-β-butyleen ~ als buteen                         |
| {\displaystyle {\ce {C4H8}}}          | Methylpropeen                                                              |
| {\displaystyle {\ce {C4H8}}}          | Cyclobutaan ~ als cycloalkaan                                              |
| {\displaystyle {\ce {C4H8}}}          | Methylcyclopropaan                                                         |
| {\displaystyle {\ce {C4H8}}}          | 2-Methylpropeen ~ Ook wel: isobuteen ~ in bereiding methyl-tert-butylether |
| {\displaystyle {\ce {C4H8 polymeer}}} | Polyisobuteen                                                              |

### C4H8Ba
| Brutoformule                         | Naam |
| ------------------------------------ | --- |
| {\displaystyle {\ce {C4H8CaO5}}}     | C alciumaetaatmonohydraat {\displaystyle {\ce {Ca(CH3COO)2.H2O}}} ~ bij in situ synthese van Aluminiumtriacetaat              |
| {\displaystyle {\ce {C4H8BaN4O4Pt}}} | Bariumplatinocyanidetetrahydraat {\displaystyle {\ce {Ba[Pt(CN)4].4H2O}}} ~ meest gebruikelijke vorm van Bariumplatinocyanide |

### C4H8Cl
| Brutoformule                       | Naam                                                                                    |
| ---------------------------------- | --------------------------------------------------------------------------------------- |
| {\displaystyle {\ce {C4H8Cl2O}}}   | 2,2'-dichloorethylether ~ IUPAC: 1-chloor-2-(2-chloorethoxy)ethaan                      |
| {\displaystyle {\ce {C4H8Cl2S}}}   | Mosterdgas ~ IUPAC: 1,1-thiobis(2-chloorethaan ~ Ook wel: 2,2'-dichloorethylthioether   |
| {\displaystyle {\ce {C4H8Cl3O4P}}} | Metrifonaat ~ IUPAC: 2,2,2-trichloor-1-dimethoxyfosforylethanol ~ Ook wel: trichloorfon |

### C4H8N
| Brutoformule                     | Naam                                                  |
| -------------------------------- | ----------------------------------------------------- |
| {\displaystyle {\ce {C4H8N2O}}}  | 1-Nitrosopyrrolidine                                  |
| {\displaystyle {\ce {C4H8N2O2}}} | Dimethylglyoxime                                      |
| {\displaystyle {\ce {C4H8N2O3}}} | Asparagine                                            |
| {\displaystyle {\ce {C4H8N8O8}}} | 1,3,5,7-Tetranitro-1,3,5,7-tetrazocaan ~ Ook wel: HMX |

### C4H8O
| Brutoformule                     | Naam |
| -------------------------------- | --- |
| {\displaystyle {\ce {C4H8O}}}    | Butanal ~ Ook wel: butyraldehyde; n-butyraldehyde ~ in synthese trimethylolpropaan                                                                                  |
| {\displaystyle {\ce {C4H8O}}}    | Butanon ~ uit 2-butanol ~ in de Oppenauer-oxidatie, Cahn-Ingold-Prelog prioriteitsregels ~ in contactlijm, pvc-lijm, thinner,                                       |
| {\displaystyle {\ce {C4H8O}}}    | Crotylalcohol |
| {\displaystyle {\ce {C4H8O}}}    | Cyclobutanol |
| {\displaystyle {\ce {C4H8O}}}    | Cyclopropylmethanol |
| {\displaystyle {\ce {C4H8O}}}    | Ethyloxiraan |
| {\displaystyle {\ce {C4H8O}}}    | 2-Methyloxetaan ~ Ook wel: 2-methyl-oxacyclobutaan ~ als oxetaan |
| {\displaystyle {\ce {C4H8O}}}    | Tetrahydrofuraan |
| {\displaystyle {\ce {C4 ^2H8O}}} | Gedeutereerd tetrahydrofuraan |
| {\displaystyle {\ce {C4H8OS}}}   | Thia-4-pentanal ~ formule: CH3SCH2CH2CHO IUPAC: 3-methylsulfanylpropanal ~ Ook wel: methional, 3-(methylmercapto)propionaldehyde, methional, 3-(methylthio)propanal |
| {\displaystyle {\ce {C4H8O2}}}   | Boterzuur ~ IUPAC: butaanzuur ~ als verzadigd vetzuur isomeer: isoboterzuur                                                                                         |
| {\displaystyle {\ce {C4H8O2}}}   | but-2-een-1,4-diol ~ in synthese endosulfan |
| {\displaystyle {\ce {C4H8O2}}}   | 1,2-dioxaan ~ als isomeer van 1,4-dioxaan |
| {\displaystyle {\ce {C4H8O2}}}   | 1,3-dioxaan ~ als isomeer van 1,4-dioxaan |
| {\displaystyle {\ce {C4H8O2}}}   | 1,4-dioxaan ~ Ook wel: dioxaan |
| {\displaystyle {\ce {C4H8O2}}}   | Ethylacetaat ~ als ester, als verdovingsmiddel voor insecten |
| {\displaystyle {\ce {C4H8O2}}}   | Methylpropionaat |
| {\displaystyle {\ce {C4H8O2}}}   | 3-hydroxybutanal ~ als aldol |
| {\displaystyle {\ce {C4H8O2S}}}  | Ethylvinylsulfon |
| {\displaystyle {\ce {C4H8O2S}}}  | Sulfolaan |
| {\displaystyle {\ce {C4H8O3}}}   | 2-Hydroxybutaanzuur |
| {\displaystyle {\ce {C4H8O3}}}   | 3-Hydroxybutaanzuur |
| {\displaystyle {\ce {C4H8O3}}}   | 4-Hydroxybutaanzuur |
| {\displaystyle {\ce {C4H8O3}}}   | 2-Hydroxyisoboterzuur ~ IUPAC: 2-hydroxy-2-methyl-propaanzuur |
| {\displaystyle {\ce {C4H8O4}}}   | Threose |
| {\displaystyle {\ce {C4H8O5}}}   | Appelzuur |

### C4H8S
| Brutoformule                   | Naam                                             |
| ------------------------------ | ------------------------------------------------ |
| {\displaystyle {\ce {C4H8S}}}  | Allylmethylsulfide                               |
| {\displaystyle {\ce {C4H8S}}}  | Tetrahydrothiofeen ~ Ook wel: THT ~ uit thiofeen |
| {\displaystyle {\ce {C4H8S2}}} | 1,2-Dithiaan ~ als dithiaan                      |
| {\displaystyle {\ce {C4H8S2}}} | 1,3-Dithiaan ~ als dithiaan                      |
| {\displaystyle {\ce {C4H8S2}}} | 1,4-Dithiaan ~ als dithiaan                      |

## C4H9
| Brutoformule                        | Naam |
| ----------------------------------- | --- |
| {\displaystyle {\ce {C4H9Br}}}      | 1-Broombutaan ~ Ook wel: n-butylbromide                                                                                |
| {\displaystyle {\ce {C4H9Br}}}      | 2-Broombutaan ~ Ook wel: s-butylbromide                                                                                |
| {\displaystyle {\ce {C4H9Cl}}}      | 1-Chloorbutaan ~ Ook wel: n-butylchloride                                                                              |
| {\displaystyle {\ce {C4H9Cl}}}      | 2-Chloorbutaan ~ Ook wel: s-butylchloride                                                                              |
| {\displaystyle {\ce {C4H9Cl}}}      | 1-Chloor-2-methylpropaan ~ Ook wel i-butylchloride                                                                     |
| {\displaystyle {\ce {C4H9Cl}}}      | 2-chloor-2-methylpropaan ~ Ook wel t-butylchloride                                                                     |
| {\displaystyle {\ce {C4H9Cl2N}}}    | Bis(2-chloorethyl)amine ~ in synthese cyclofosfamide                                                                   |
| {\displaystyle {\ce {C4H9ClO}}}     | Tert-butylhypochloriet                                                                                                 |
| {\displaystyle {\ce {C4H9F3O3SSi}}} | Trimethylsilyltrifluormethaansulfonaat ~Formule: {\displaystyle {\ce {(CH3)3SiOS(O)2CF3}}} ~ uit trimethylchloorsilaan |
| {\displaystyle {\ce {C4H9I}}}       | 1-joodbutaan |
| {\displaystyle {\ce {C4H9I}}}       | 2-joodbutaan |
| {\displaystyle {\ce {C4H9K}}}       | n-Butylkalium ~ uit nBuLi                                                                                              |
| {\displaystyle {\ce {C4H9KO}}}      | Kalium-tert-butoxide                                                                                                   |
| {\displaystyle {\ce {C4H9Li}}}      | n-Butyllithium ~ reactie met propyn, wolfraam(VI)chloride                                                              |
| {\displaystyle {\ce {C4H9Li}}}      | s-Butyllithium |
| {\displaystyle {\ce {C4H9Li}}}      | tert-Butyllithium |
| {\displaystyle {\ce {C4H9N}}}       | Pyrrolidine |
| {\displaystyle {\ce {C4H9NO}}}      | Dimethylaceetamide ~ Formule: {\displaystyle {\ce {CH3CON(CH3)2}}} ~ IUPAC: N,N-dimethylaceetamide ~ Ook wel: DMA      |
| {\displaystyle {\ce {C4H9NO}}}      | Morfoline ook wel: di-ethyleen imidoxide, tetrahydro-1,4-oxamine                                                       |
| {\displaystyle {\ce {C4H9NO}}}      | 2-butanonoxime |
| {\displaystyle {\ce {C4H9NO2}}}     | 4-aminobutaanzuur ~ Ook wel: Gamma-aminoboterzuur, GABA, 4-aminoboterzuur ~ en benzodiazepine                          |
| {\displaystyle {\ce {C4H9NO2}}}     | 2-Amino-2-methylpropaanzuur ~ ook wel: 2-aminosiobutaanzuur, 2-methylalanine, α-aminosiobutaanzuur, α-methylalanine    |
| {\displaystyle {\ce {C4H9NO2S}}}    | Homocysteïne ~ IUPAC: 2-amino-4-mercaptobutaanzuur ~ in Homocystinurie                                                 |
| {\displaystyle {\ce {C4H9NO3}}}     | Threonine ~ IUPAC: 2-amino-3-hydroxybutaanzuur ~ in biosynthese nisine                                                 |
| {\displaystyle {\ce {C4H9NS}}}      | Thiomorfoline |
| {\displaystyle {\ce {C4H9NSi}}}     | Trimethylsilylcyanide ~ uit trimethylchloorsilaan                                                                      |
| {\displaystyle {\ce {C4H9N3O2}}}    | Creatine |

## C4H10
| Brutoformule                        | Naam |
| ----------------------------------- | --- |
| {\displaystyle {\ce {C4H10}}}       | Butaan |
| {\displaystyle {\ce {C4H10}}}       | Methylpropaan ~ Ook wel: isobutaan                                                                                             |
| {\displaystyle {\ce {C4H10AlCl}}}   | Di-ethylaluminiumchloride |
| {\displaystyle {\ce {C4H10B6FeO4}}} | Fe(η2-B6H10)(CO)4, zie boranen                                                                                                 |
| {\displaystyle {\ce {C4H10CdO6}}}   | Cadmiumacetaatdihydraat ~ Formule: {\displaystyle {\ce {Cd(CH3COO)2.2H2O, CdAc2.2H2O}}} ~ als cadmiumacetaat                   |
| {\displaystyle {\ce {C4H10ClO2PS}}} | Di-ethylthiofosforylchloride                                                                                                   |
| {\displaystyle {\ce {C4H10F3NS}}}   | Di-ethylaminozwaveltrifluoride                                                                                                 |
| {\displaystyle {\ce {C4H10FO2P}}}   | Sarin ~ IUPAC: 2-(fluoro-methyl-phosphoryl)oxypropane                                                                          |
| {\displaystyle {\ce {C4H10Mg5O18}}} | Hydromagnesiet ~ Formule: {\displaystyle {\ce {Mg5(CO3)4(OH)2.4H2O}}}                                                          |
| {\displaystyle {\ce {C4H10Mg5O18}}} | Chalk ~ Formule: {\displaystyle {\ce {Mg(OH)2.4MgCO3.4H2O}}} ~ Ook wel: magnesia; magnesium; magnesiumpoeder                   |
| {\displaystyle {\ce {C4H10NO3PS}}}  | Acefaat |
| {\displaystyle {\ce {C4H10N2Si}}}   | Diazo(trimethylsilyl)methaan {\displaystyle {\ce {(CH3)3SiCH=N=N}}}                                                            |
| {\displaystyle {\ce {C4H10O}}}      | 1-butanol ~ Ook wel: n-butanol                                                                                                 |
| {\displaystyle {\ce {C4H10O}}}      | 2-butanol ~ Ook wel: s-butanol, sec-butanol                                                                                    |
| {\displaystyle {\ce {C4H10O}}}      | 2-methylpropan-1-ol ~ tot voor kort: 2-methyl-1-propanol ~ Ook wel: i-butanol, iso-butanol                                     |
| {\displaystyle {\ce {C4H10O}}}      | Di-ethylether ~ IUPAC: ethoxyethaan ~ Ook wel: ethyloxide, ethylether ~ in norvanol                                            |
| {\displaystyle {\ce {C4 ^2H10O}}}   | Gedeutereerd di-ethylether |
| {\displaystyle {\ce {C4H10O}}}      | 2-Methylpropan-2-ol ~ook wel: tert-butanol                                                                                     |
| {\displaystyle {\ce {C4H10OS}}}     | Di-ethylsulfoxide |
| {\displaystyle {\ce {C4H10O2}}}     | 1,1-butaandiol |
| {\displaystyle {\ce {C4H10O2}}}     | 1,2-butaandiol |
| {\displaystyle {\ce {C4H10O2}}}     | 1,3-butaandiol |
| {\displaystyle {\ce {C4H10O2}}}     | 1,4-butaandiol ~ Ook wel: butyleenglycol                                                                                       |
| {\displaystyle {\ce {C4H10O2}}}     | 2,2-butaandiol |
| {\displaystyle {\ce {C4H10O2}}}     | 2,3-butaandiol |
| {\displaystyle {\ce {C4H10O2}}}     | 1-methoxy-2-propanol |
| {\displaystyle {\ce {C4H10O2}}}     | 2-ethoxyethanol ~ giftigheid in vergelijking met 2-butoxyethanol                                                               |
| {\displaystyle {\ce {C4H10O2}}}     | 1,1-dimethoxyethaan ~ Ook wel: dimethylacetaal, dimethylacetaal van aceetaldehyde                                              |
| {\displaystyle {\ce {C4H10O2}}}     | 1,2-Dimethoxyethaan ~ als aprotisch oplosmiddel ~ in vergelijking met 2-Methoxyethanol                                         |
| {\displaystyle {\ce {C4H10O3}}}     | 1,2,4-Butaantriol |
| {\displaystyle {\ce {C4H10O3}}}     | Di-ethyleenglycol ook wel: DEG, ethyleendiglycol, 2,2'-oxydi-ethanol, diglycol, dicol ~ in synthese van morfoline, 1,4-dioxaan |
| {\displaystyle {\ce {C4H10O3}}}     | Methylorthoformiaat ~ IUPAC: trimethoxymethaan ~ als ortho-ester                                                               |
| {\displaystyle {\ce {C4H10O4S}}}    | Di-ethylsulfaat ~ Formule: {\displaystyle {\ce {(C2H5)2SO4}}}                                                                  |
| {\displaystyle {\ce {C4H10S}}}      | 1-Butaanthiol ~ International Chemical Safety Card: 0018                                                                       |
| {\displaystyle {\ce {C4H10S}}}      | Di-ethylsulfide |
| {\displaystyle {\ce {C4H10S}}}      | Tert-Butylthiol ~ IUPAC: 2-methyl-2-propaanthiol                                                                               |
| {\displaystyle {\ce {C4H10S3}}}     | Di-ethyltrisulfide |

## C4H11
| Brutoformule                     | Naam                                                                 |
| -------------------------------- | -------------------------------------------------------------------- |
| {\displaystyle {\ce {C4H11As}}}  | Trimethylmethyleenarseen ~ bijproduct in synthese pentamethylarseen  |
| {\displaystyle {\ce {C4H11N}}}   | Di-ethylamine                                                        |
| {\displaystyle {\ce {C4H11N}}}   | n-Butylamine ~ IUPAC: (1-aminobutaan) ~ als aminobutaan              |
| {\displaystyle {\ce {C4H11N}}}   | 2-Aminobutaan ~ Ook wel: sec-butylamine ~ als aminobutaan            |
| {\displaystyle {\ce {C4H11N}}}   | tert-Butylamine ~ IUPAC: (2-amino-2-methylpropaan) ~ als aminobutaan |
| {\displaystyle {\ce {C4H11N}}}   | isobutylamine ~ IUPAC: (1-amino-2-methylpropaan) ~ als aminobutaan   |
| {\displaystyle {\ce {C4H11NO}}}  | iso-Butanolamine                                                     |
| {\displaystyle {\ce {C4H11NO}}}  | 2-Dimethylamino-ethanol                                              |
| {\displaystyle {\ce {C4H11NO2}}} | Di-ethanolamine                                                      |
| {\displaystyle {\ce {C4H11NO3}}} | Tromethamine ("tris")                                                |
| {\displaystyle {\ce {C4H11N5}}}  | Metformine                                                           |

## C4H12
| Brutoformule                      | Naam |
| --------------------------------- | --- |
| {\displaystyle {\ce {C4H12AsCl}}} | Tetramethylarsoniumchloride ~ bijproduct in synthese pentamethylarseen                                          |
| {\displaystyle {\ce {C4H12As2}}}  | Cacodyl {\displaystyle {\ce {(CH3)2As-As(CH3)2}}} ~ Ook wel: Cacodyl; dicacodyl; tetramethyldiarsine; alkarsine |
| {\displaystyle {\ce {C4H12As2O}}} | kakodyloxide {\displaystyle {\ce {[(CH3)2As]2O}}} ~ als uitgangsstof voor kakodylzuur                           |
| {\displaystyle {\ce {C4H12BrP}}}  | Tetramethylfosfoniumbromide ~ Formule: {\displaystyle {\ce {[P(CH3)4]^{+}Br^{-}}}} ~ uit Trimethylfosfaan       |
| {\displaystyle {\ce {C4H12ClN}}}  | Tetramethylammoniumchloride                                                                                     |
| {\displaystyle {\ce {C4H12N2}}}   | 1,3-butaandiamine                                                                                               |
| {\displaystyle {\ce {C4H12N2}}}   | putrescine |
| {\displaystyle {\ce {C4H12N2O}}}  | 2-(2-amino-ethylamino-)ethanol                                                                                  |
| {\displaystyle {\ce {C4H12O4Si}}} | tetramethylorthosilicaat                                                                                        |
| {\displaystyle {\ce {C4H12O7Pb}}} | Lood(II)acetaat                                                                                                 |
| {\displaystyle {\ce {C4H12Pb}}}   | Tetramethyllood                                                                                                 |
| {\displaystyle {\ce {C4H12Si}}}   | Tetramethylsilaan                                                                                               |

## C4H13
| Brutoformule                     | Naam                                                                         |
| -------------------------------- | ---------------------------------------------------------------------------- |
| {\displaystyle {\ce {C4H13AsO}}} | tetramethylarsoniumhydroxide ~ reactieproduct van pentamethylarseen en water |
| {\displaystyle {\ce {C4H13N3}}}  | Di-ethyleentriamine                                                          |
| {\displaystyle {\ce {C4H13NO}}}  | Tetramethylammoniumhydroxide                                                 |

## C4H23
| Brutoformule                     | Naam                                     |
| -------------------------------- | ---------------------------------------- |
| {\displaystyle {\ce {C4H23NO6}}} | Tetramethylammoniumhydroxidepentahydraat |